# Arthrostylidium urbanii
Arthrostylidium urbanii är en gräsart som beskrevs av Pilg.. Arthrostylidium urbanii ingår i släktet Arthrostylidium och familjen gräs.
Artens utbredningsområde är Kuba. Inga underarter finns listade i Catalogue of Life.